# José Carlos Ruiz
José Carlos Ruiz (Jeréz, 17 de novembro de 1936) é um ator mexicano.

## Biografia
Nasceu em Zacatecas, onde seus pais estavam de férias. Aos 40 dias de nascido, José retornou para Cidade do México. Ele é o mais velho de três irmãos: Poncho, Alicia e Elena. Aos 10 anos de idade, ele ficou órfão e com isso foi viver com sua avó paterna. Em sua juventude, José trabalhou como operário na companhia de luz em um açougue e em um moedor de café, como revendedor e decorador de interiores. Estudou interpretação no Instituto de Belas Artes do México, e logo começou sua carreira de ator no teatro. Em 1964, José filmou seu primeiro filme, ganhando vários prêmios em alguns personagens nos seus filmes. Em seguida, trabalhou na televisão onde tem se destacado em vários papeis, o principal deles foi Benito Juárez nas tramas La tormenta e El carruaje. Foi considerado um ator extraordinário, na história do cinema e da televisão

## Vida Pessoal
Em 1966, aos 30 anos de idade, José casou-se com Ada Marina Ruiz, hoje eles tem 3 filhas: Amaranta, Eréndida e Mayra, além disso, José é avô de Gala e Adrían

## Filmografia

### Televisão
- Por amar sin ley (2018) .... participação especial
- Mi adorable maldición (2017)... Ponciano Juárez
- La candidata (2016-2017)... Presidente do Senado
- Corazón Indomable (2013) .... Padre Julián
- Amor bravío (2012)....  Padre Baldomero Lozano
- Un refugio para el amor (2012) .... Galdino Jacinto
- Rafaela (2011) .... Filipino
- Soy tu dueña (2010) .... Sabino Mercado
- Sortilégio (2009) .... Chucho Gavira
- Cuidado con el ángel (2008-2009) .... Andrés
- Tormenta en el paraíso (2007-2008) .... Sacerdote Ahzac
- Amar sin límites (2006-2007) .... Aurelio Huerta
- Peregrina (2005-2006).... Castillo
- Mariana de la noche (2003-2004) .... Isidro Valtierra
- Las vías del amor (2002-2003).... Fidel Gutiérrez Arismendi
- Atrévete a olvidarme (2001) .... Cecilio Rabadán
- La casa en la playa (2000).... Severo Rincón
- Cuento de Navidad (1999) .... Sacerdote
- Soñadoras (1998) .... Don Eugenio de la Peña
- María Isabel (1997-1998).... Pedro
- Pueblo chico, infierno grande (1997) .... Arcadio Zamora
- Morir dos veces (1996).... Orduña
- Agujetas de color de rosa (1995) .... Odilón
- Más allá del puente (1994) .... Ángel
- Las grandes aguas (1989) .... Graciano Alonso
- Muchachita (1986).... Pascual
- La traición (1984) .... Cholo
- Una limosna de amor (1981) .... Jeremías
- Al salir el sol (1980) .... Manuel
- Los bandidos del Río Frío (1976) .... Bedolla
- Ven conmigo (1975)
- Mundo de juguete (1974) .... Mateo
- El carruaje (1972).... Benito Suárez
- La gata (1970) .... Don Lupe
- Mi amor por ti (1969) .... Roque
- La tormenta (1967).... Benito Suaréz
- María Isabel (1966) .... Pedro
- El refugio (1965)

### Cinema
- En el ultimo trago (2014).... Emiliano
- Criosfera (2013) ... Pancho Pérez
- El lado oscuro de la luz (2013).... Abuelo
- 2012: Shift Evolve Survive (2012)
- Suave Patria (2012) ... Jeronimo Natage
- Más alla del muro (2011)
- El muro de al lado (2009) ... Teodoro
- El estudiante (2009)... Don Pedro
- Cabeza de Buda (2009) ... Invitado 2
- Morenita, el escandalo (2008).... Obispo
- Arráncame la vida (2008).... Soriano
- El garabato (2008)
- Cementerio de papel (2007)
- 13 miedos (2007)... Don Emilio
- Guadalupe (2006) .... San Juan Diego
- Curandero (2005) .... Don Carlos
- Los muertos que nos dieron la vida (2003)
- El milagro (2003)
- Paredes pintadas (2003)
- Benjamín (2002)
- Viaje aterrador (2002)
- Acosada (2002) .... Licenciado Estrella
- Aunque tú no lo sepas (2000)
- Su alteza serenísima (2000)
- Chamula, tierra de sangre (1999)
- Reclusorio III (1999)
- A medias tintas (1999)
- De jazmín en flor (1996) .... Don Ramón
- Dos crímenes (1995)....Ramón
- Muralla de tinieblas (1994)
- Juana la Cubana (1994)
- Suerte en la vida (La Lotería III) (1994)
- Santo: la leyenda del enmascarado de plata (1993) .... Don Severo
- La tumba del Atlántico (1992)
- Alto poder (1992)
- ¿Nos traicionará el presidente? (1991) .... General Jacinto Peña
- El extensionista (1991) .... Benito Sánchez
- Amor y venganza (1991)
- María la guerrillera (1991)
- Pueblo de madera (1990) .... Don Pancho
- La jaula de la muerte (1990)
- Honeymoon Academy (1989).... Choirboy
- Goitia, un dios para sí mismo (1989) .... Goitia
- Cuento de Navidad (1989)
- Esperanza (1988) .... General
- La furia de un dios (1988)
- Reto a la vida (1988) .... Doctor
- La mujer policía (1987)
- Zapata en Chinameca (1987)
- Robachicos (1986)
- Contrabando y muerte (1986)
- Astucia (1986)
- Salvador (1986) .... Archbishop Romero
- La rebelión de los colgados (1986)
- El tres de copas (1986)
- Operacíon Marihuana (1985)
- Vidas errantes (1985)
- Historias violentas (1985).... (segment 5 "Noche de paz")
- Masacre en el río Tula (1985)
- Toña machetes (1985)
- Cuentos de Madrugada (1985)
- Damian (1985)
- Viaje al paraíso (1985) .... Pajarito
- Por eso en Mixquic hay tantos perros (1985)
- Luna de sangre (1984)
- Noche de carnaval (1984) .... Jincho
- El mil usos II (1984)
- Mundo mágico (1983)
- Bajo la metralla (1983) .... Martín
- El guerrillero del norte (1983)
- Fuego en el mar (1981) .... Manuel
- El mil usos (1981)
- Oficio de tinieblas (1981)
- Chicoasén (1980)
- Caboblanco (1980) .... Hernández
- El año de la peste (1979) .... Dr. jorge Martínez Abasolo
- Eagle`s Wing (1979).... Lame Wolf
- La guerra santa (1979) .... Celso Dominguez
- The Children of Sanchez (1978) .... Esposo de Martha
- Cananea (1978)
- Who'll Stop the Rain (1978) .... Galíndez
- Cascabel (1977) .... Caporal
- El elegido (1977) .... Judas
- Los albañiles (1976) .... Jacinto Martínez
- El hombre del puente (1976) .... El Extraditado
- El apando (1976) .... El Carajo
- Actas de Marusia (1976) .... Argandoña
- Mexico, mexico ra ra ra (1976)
- La casa del Sur (1975) .... Tomás
- El valle de los miserables (1975) .... Tio Chinto
- Simón Blanco (1975) .... Lic. Cardoso
- Los perros de Dios (1974)
- La muerte de Pancho Villa (1974)
- Buck and the Preacher (1972) .... Brave
- Los marcados (1971) .... El Manco
- Emiliano Zapata (1970)
- Valentín de la Sierra (1968)
- Lúcio Vazquéz (1968)
- El escapulario (1968) .... Ruiz
- Las víctimas (1967)
- Viento Negro (1965)
- Major Dundee (1965) .... Riago
- Gran Teatro (1964)

### Curta Metragem
- Peregrinación (2008)
- Cruz de navajas (2008)
- Tribus Urbanas (video) (2006)
- Calvario (video) (2003)
- La mestiza (1991)

### Séries de Tv
- Como dice el dicho (2015).... David/ Gregório
- Mexico en la edad de hielo (2015)
- Mujeres Asesinas (2008).... Comandante Quiroz
- Soñadoras (1998) (Ep 1)... Eugenio de la peña
- Colégio Mayor (1994-1996)

## Prêmios e indicações

### Ariel
| Ano  | Categoria                   | Filme                           | Resultado |
| ---- | --------------------------- | ------------------------------- | --------- |
| 2000 | Melhor ator de quadro       | Demasiado amor                  | Indicado  |
| 1995 | Melhor co-atuação masculina | Dos crímenes                    | Venceu    |
| 1990 | Melhor ator                 | Goitia, un dios para sí mismo   | Venceu    |
| 1989 | Melhor co-atuação masculina | ¿Nos traicionará el presidente? | Indicado  |
| 1987 | Melhor co-atuação masculina | El tres de copas                | Indicado  |
| 1986 | Melhor co-atuação masculina | Toña Machetes                   | Venceu    |
| 1985 | Melhor ator                 | Vidas errantes                  | Venceu    |
| 1980 | Melhor co-atuação masculina | Fuego en el mar                 | Venceu    |
| 1978 | Melhor co-atuação masculina | Cascabel                        | Indicado  |
| 1977 | Melhor co-atuação masculina | Los albañiles                   | Indicado  |

### TVyNovelas
| Ano  | Categoria               | Programa/Telenovela | Resultado |
| ---- | ----------------------- | ------------------- | --------- |
| 2007 | Melhor ator principal   | Amar sin límites    | Indicado  |
| 2003 | Melhor ator principal   | Las vías del amor   | Indicado  |
| 2001 | Melhor ator antagonista | La casa en la playa | Indicado  |
| 1999 | Melhor ator principal   | Soñadoras           | Venceu    |